# Frederik Ferdinand Helsted
Frederik Ferdinand Helsted, född den 18 mars 1809 i Köpenhamn, död där den 1 december 1875, var en dansk målare och teckningslärare. Han var far till Axel Helsted.
Som konstnär var Helsted, som 1833—1849 utställde en del porträtt, några få genrebilder och ett par små försök i bildhuggarkonsten, utan betydelse. Däremot kom han att utöva ett inte ringa inflytande vid den tecknarskola, som han  ledde under en lång följd av år, och i vilken inte få danska målare förbereddes för akademien. Hans kataloger var värdefulla arbeten på sin tid och mycket nyttjade.